# Ryan Freel
Ryan Paul Freel, 8 mars 1976 à Jacksonville et mort le 22 décembre 2012 dans la même ville, est un joueur américain de baseball qui joue dans les Ligues majeures de 2001 à 2009, principalement pour les Reds de Cincinnati. Joueur d'utilité, Freel évolue tant au champ intérieur qu'au champ extérieur.

## Carrière

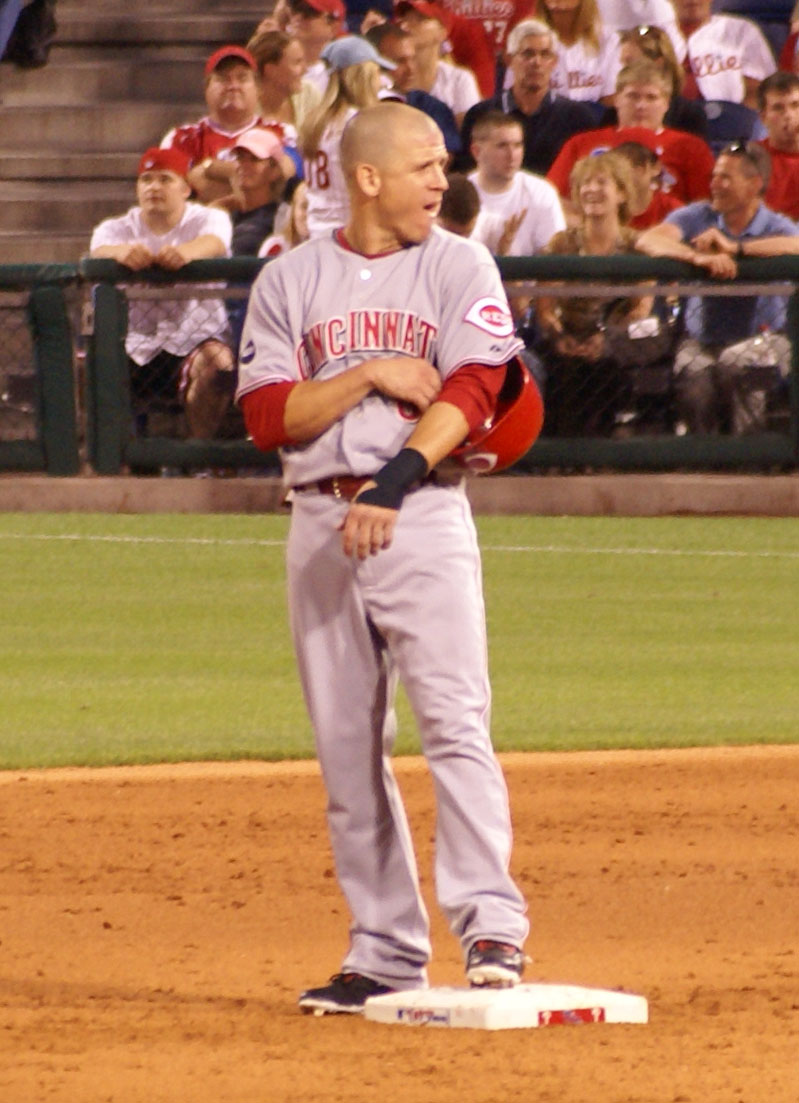
Ryan Freel en 2007 avec les Reds de Cincinnati.

Né à Jacksonville, en Floride, Ryan Freel joue au baseball pour les Railsplitters de la Lincoln Memorial University (en) de Harrogate, dans le Tennessee, lorsqu'il est drafté par les Cardinals de Saint-Louis au 14e tour de sélection en 1994. Il ne signe pas de contrat avec le club et s'aligne pour un collège communautaire de Tallahassee, toujours dans le Tennessee, lorsqu'il est repêché en 10e ronde par les Blue Jays de Toronto en 1995. Il atteint les Ligues majeures de baseball en 2001 et dispute son premier match le 4 avril pour l'équipe de Toronto. Il dispute neuf parties pour les Blue Jays, obtenant six coups sûrs dont son premier au plus haut niveau le 5 avril contre le lanceur Bryan Rekar des Devil Rays de Tampa Bay. Se retrouvant sans contrat après la saison de baseball 2001, il se retrouve justement chez les Devil Rays, mais ceux-ci le gardent en ligues mineures toute l'année 2002.
Freel rejoint les Reds de Cincinnati avant la saison 2003. Il dispute 43 parties dans les majeures à sa première année dans l'organisation et maintient une moyenne au bâton de, 285. Il réussit le premier de ses 22 circuits dans les majeures le 20 août aux dépens du lanceur étoile Randy Johnson des Diamondbacks de l'Arizona. 
Obtenant une place plus régulière dans l'alignement des Reds, Freel se montre utile à l'équipe de diverses façons au cours des trois saisons suivantes. Évoluant surtout au poste de voltigeur, mais aussi aux deuxième et troisième buts, il affiche une moyenne au bâton de, 277 en 2004 puis de, 271 en 2005 et 2006. Rapide coureur, il réussit 37, 36 et 37 buts volés, respectivement, ces trois années-là. Son record en carrière de coups sûrs en une saison est de 140, réussis en 143 parties en 2004. Le 27 juillet 2005 contre les Dodgers de Los Angeles, il établit un record de la franchise des Reds (égalé en 2015 par Billy Hamilton) avec 5 buts volés en un seul match.
Le 28 mai 2007, Ryan Freel subit une commotion cérébrale durant un match face aux Pirates de Pittsburgh lorsqu'il entre en collision avec son coéquipier voltigeur Norris Hopper. La blessure lui fait rater un mois, et ses performances ne sont plus les mêmes à son retour.
Il quitte Cincinnati après cinq saisons lorsque les Reds le transfèrent, le 9 décembre 2008, aux Orioles de Baltimore, avec le joueur d'avant-champ Justin Turner pour le receveur Ramón Hernández. Il dispute 41 parties comme réserviste en 2009 pour trois équipes : les Orioles l'échangent en cours d'année aux Cubs de Chicago pour le voltigeur Joey Gathright, puis son contrat est racheté durant l'été par les Royals de Kansas City, où il dispute sa dernière partie dans les majeures le 4 août.
Ryan Freel a joué 594 parties dans le baseball majeur, dont 544 pour les Reds de Cincinnati. Il compte 532 coups sûrs, 22 circuits, 122 points produits, 306 points marqués et 143 buts volés en 191 tentatives. Sa moyenne au bâton s'élève à, 268 en carrière et sa moyenne de présence sur les buts à, 354.
Après un bref passage en ligues mineures pour un club-école des Rangers du Texas en 2009, il met fin à sa carrière de joueur après un passage l'année suivante dans le baseball indépendant avec les Patriots de Somerset de l'Atlantic League.
Ryan Freel se suicide le 22 décembre 2012 à sa résidence de Jacksonville, en Floride,. Il avait 36 ans. Un examen post mortem de son cerveau révèle qu'il souffrait d'encéphalopathie chronique traumatique. C'est la première fois que l'on confirme qu'un joueur de baseball souffrait de cette maladie dégénérative qui touche habituellement des sportifs pratiquant des sports tels la boxe, le football américain ou le hockey sur glace, où les risques de commotion cérébrale et de blessures à la tête sont élevés.